# Eskiarmutluk, Ardeşen
Eskiarmutluk là một xã thuộc huyện Ardeşen, tỉnh Rize, Thổ Nhĩ Kỳ. Dân số thời điểm năm 2010 là 127 người.